# Arbetarrörelsens efterkrigsprogram
Arbetarrörelsens efterkrigsprogram, efterkrigsprogrammet eller 27-punktsprogrammet var ett program för ekonomiska och demokratiska reformer, framtaget av svenska arbetarrörelsens socialdemokratiska huvudorganisationer under andra världskriget. Ordförande för kommittén som tog fram programmet var dåvarande finansministern Ernst Wigforss. Programmet färdigställdes 1944 och antogs även av det svenska kommunistpartiet (SKP) som sitt handlingsprogram.

## Bakgrund
Under andra världskriget upplevde det Socialdemokratiska arbetarepartiet (SAP) ett behov av att planera för politiken i en fredlig eller i varje fall mindre konfliktfylld värld. Arbetarrörelsens efterkrigsprogram utarbetades av en kommitté med representanter för SAP, inklusive dess kvinnoförbund (S-kvinnor) och ungdomsförbund (SSU), samt Landsorganisationen (LO). Som ordförande fungerade Ernst Wigforss, finansminister i samlingsregeringen och ordförande i Göteborgs arbetarekommun. I kommittén företräddes SAP av nämnde Wigforss samt Karl Fredriksson; LO av August Lindberg, Gunnar Andersson, John Grewin och Oscar Westerlund; S-kvinnor av Alva Myrdal och SSU av Bertil Johansson. Gunnar Myrdal och Mauritz Bonow biträdde som experter, Bonow i huvudsak gällande jordbrukspolitiken och monopolkontrollen. Sekreterare var Richard Sterner och biträdande sekreterare var Gösta Rehn.

## Programmets innehåll
Programmet var indelat i tre områden:
- "Full sysselsättning"
- "Rättvis fördelning och höjd levnadsstandard"
- "Större effektivitet och mera demokrati inom näringslivet"

I punkterna förordades skapande av full sysselsättning genom en aktiv finanspolitik, priskontroll (i varje fall av monopolpriser), en jordbruksreform, som innebar att småbruken skulle slås samman till bärkraftiga enheter, statligt stöd till byggnadsverksamhet och en utbyggd socialpolitik, socialisering av försäkringsverksamhet samt att tomtmark fördes över till kommunerna, att allmännyttig produktion skulle stärkas och ekonomin demokratiseras. 27-punktsprogrammet gjorde även gällande att förbättra Sveriges utrikeshandel, förhindra monopol- och kartellbildning och därigenom skapa ett friare näringsliv.
I. Full sysselsättning
1. Prisstegring förhindras. Vid bättre varutillgång bör priserna sjunka. Ett prisfall får inte gå så långt, att det skapar depression inom näringslivet.
2. Näringslivets strävan att vidmakthålla och öka sysselsättningen samordnas under statens ledning.
3. Industrins exportmöjligheter måste fullt utnyttjas. Exportkredit under statlig medverkan. För småindustrin öppnas vägar till främmande marknader. Importen av nödvändiga råvaror tryggas genom handelspolitiken.
4. Bostadsbygge enligt en långtsyftande plan för att höja vår bostadsstandard.
5. Förbilligad massproduktion av kvalitetsgaranterade konsumtionsvaror.
6. Förbättringsarbeten för jordbruket, skogsbruket och fisket.
7. Offentliga arbeten utökas vid minskad sysselsättning i det enskilda näringslivet.
8. Effektiv arbetsförmedling och omskolning. Förbättrad yrkesutbildning och yrkesvägledning. Mera arbete åt partiellt arbetsföra.
II. Rättvis fördelning och höjd levnadsstandard
9. Höjning av reallöner och övriga realinkomster i de breda lagren.
10. Solidarisk lönepolitik. Lika inkomst för lika prestation, både vid jämförelse mellan jordbruk och andra näringsgrenar och mellan män och kvinnor.
11. Trygghet mot inkomstbortfall. Arbetslöshetsförsäkringen och sjukförsäkringen görs allmänna. Daghjälpsbeloppen ökas så att de blir tillräckliga för livsuppehället. Folkpensionerna förbättras.
12. Bättre yrkeshygien. Effektivare skydd mot yrkessjukdomar och olycksfall i arbete.
13. Arbetstidsförkortning, i första hand i mera påfrestande sysselsättningar.
14. Verksamma åtgärder för folkhälsans höjande.
15. Utjämning av barnkostnaderna genom socialpolitiska förmåner för familjerna. Lättnader i hemarbetet genom daghem och lekskolor, social hemhjälp, arbetsbesparande hemutrustning.
16. Lika bildningsmöjligheter för all ungdom, oberoende av föräldrarnas inkomst och boningsort.
17. Likvärdig levnadsstandard och utjämning av klasskillnader.
III. Större effektivitet och mera demokrati inom näringslivet
18. Samhällelig planering av investeringsverksamheten.
19. Utrikeshandeln under samhällets ledning. Svensk medverkan i internationellt ekonomiskt samarbete.
20. Stabilisering och rationalisering av byggnadsverksamheten. Kvarterssanering. Tomtmarken och hyreshusen i städerna överföres gradvis i kommunal ägo.
21. Rationalisering av jordbruket. Jordreform En jordreform som inriktas på att ofullständiga jordbruk förändras till fullständiga bärkraftiga jordbruk.
22. Rationalisering av hemarbetet under samhällelig medverkan.
23. Stöd åt allmännyttig produktion. Socialisering på områden, där enskild företagsamhet medför misshushållning eller monopolism.
24. Kartellavtal och liknande prisöverenskommelser göres offentliga. Öppen redovisning av sammanhanget mellan vinster, priser och kostnader.
25. Ökat stöd åt teknisk-ekonomisk forskning.
26. Konsumtionsvarorna under offentlig kvalitetskontroll. Verksamma åtgärder för spridning av objektiv varukunskap.
27. Ökat arbetarinflytande över produktionens ledning.
Programmet antogs inte i formell mening men kom att spela roll för partiets politik. Konkretisering av de politiska målen till praktisk politik skedde i Kommissionen för ekonomisk efterkrigsplanering, den så kallade fredsplaneringskommissionen. Tankegångar och förslag byggde på föreställningen att varutillgången efter kriget skulle öka och priserna falla. Det blev i stället stigande priser i utlandet och starka lönehöjningar.

## Sveriges kommunistiska parti
Efter att den kommunistiska internationalen, Komintern, upplösts 1943 behövde Sveriges kommunistiska parti (SKP) utveckla flera egna politiska program. Samtidigt hade relationen mellan SKP och Socialdemokratiska arbetarpartiet (SAP) och LO-ledningen börjat tina något, något som var viktigt för SKP att bejaka. För ett närmande till svensk socialdemokratisk arbetarrörelse, efter Kominterns upplösning, lät partiet anta till sitt partiprogram texter som byggde på formuleringar från arbetarrörelsens tidigare program, från åren innan partisplittringen 1917 och därutöver till sitt handlingsprogram anta arbetarrörelsens efterkrigsprogram. SKP:s ledare Sven Linderot förespråkade antagandet av programmet men var inte odelat positiv och framförde, förutom att den innehöll "en rad positiva och riktiga synpunkter för den svenska arbetarklassens kamp", att den var ett "illusionsmakeri och skugghalshuggning" av kapitalismen.